# Quint Cecili Metel Nepot (cònsol 57 aC)
Quint Cecili Meteli Nepot (en llatí Quintus Caecilius Q. F. Q. N. Metellus Nepos) va ser un magistrat romà. Era fill de Quintus Caecilius Q. F. Q. N. Metellus Nepos, cònsol l'any 98 aC, i germà de Quintus Caecilius Q. F. Q. N. Metellus Celer. Formava part de la gens Cecília, i era de la branca familiar dels Metel.
L'any 67 aC va servir com a legat de Gneu Pompeu en la guerra contra els pirates, i després amb ell a Àsia contra Mitridates fins a l'any 64 aC. El 63 aC va tornar a Roma i va ser candidat al tribunat per afavorir les intencions de Pompeu enfront de Marc Porci Cató que era candidat del senat, però no van poder evitar l'elecció de Metel i els dos van ser elegits, entrant al càrrec el 10 de desembre del 63 aC. Des del començament del seu mandat va atacar a Ciceró, cònsol, a qui va considerar com el principal suport de la situació existent. Va afirmar obertament que el que havia condemnat els ciutadans romans sense un judici no podia ser escoltat i, per tant, va impedir a Ciceró dirigir-se al poble el darrer dia del seu consolat, quan havia de deixar el seu càrrec, i només li va permetre fer el jurament habitual. Ciceró va jurar que havia salvat l'Estat. Quan Ciceró va deixar el càrrec l'1 de gener del 62 aC va atacar a Metel amb gran duresa al Senat, i dos dies més tard, Metel li va respondre amb la mateixa duresa, retraient-li el seu baix origen, denunciant-lo com un tirà per condemnar la mort dels ciutadans romans i amenaçant-lo amb una destitució.
Metel va fer aprovar una llei que demanava que Pompeu tornés a Roma per restablir l'ordre i protegir els ciutadans. Cató no ho va poder impedir i va ser expulsat del senat, però va tornar amb una força armada dels aristòcrates i llavors va ser Metel el que va haver de fugir i es va refugiar a Àfrica, on hi havia Pompeu. El senat va proposar privar-lo del seu càrrec, i algunes fonts diuen que va ser així.
L'any 61 aC Metel va tornar a Roma amb Pompeu, i l'any 60 aC, amb la influència d'aquest, va ser elegit pretor. En aquest any va presentar una llei per a l'abolició de la vectigàlia a Itàlia, i el senat, que no veia bé a Metel, va intentar que la llei portés el nom d'una altra persona.
L'any 59 aC es va quedar a Roma sense anar a cap província. El 58 aC va concórrer a les eleccions per cònsol càrrec pel que va ser elegit per l'any 57 aC junt amb Publi Corneli Lèntul Espinter. Ciceró es va alarmar davant de l'elecció de Metel, però davant d'una nova situació política va anunciar l'1 de gener que no s'oposava a fer tornar de l'exili a Ciceró, i els dos homes es van reconciliar. Ciceró li va escriure per expressar la seva gratitud, i en els discursos posteriors elogia sovint la seva moderació i magnanimitat. Però els amics de Ciceró a Roma van tenir algunes sospites sobre Metel. Finalment, va ser convençut pel seu parent, Publi Servili, i va donar suport als amics de Ciceró i, al mes de setembre, l'orador tornava a Roma. Però gairebé immediatament després trobem de nou Metel a l'altra banda, i en el mes de novembre feia esforços per aconseguir que Publi Clodi, enemic de Ciceró, fos elegit edil.
L'any 56 aC Metel va anar com a procònsol a la Hispània Citerior. Ja abans de sortir de Roma o poc després, Metel es va barallar amb Clodi, i aquesta enemistat va conduir naturalment a una reconciliació amb Ciceró, a qui va escriure en termes aparentment cordials. Al mes d'abril va anar, amb molts altres nobles nobles romans, als quarters d'hivern de Cèsar a Luca, sens dubte per obtenir la prolongació del seu comandament. A l'abril va tornar a Hispània on va fer un injustificat atac als vacceus als que lògicament va derrotar. El 55 aC, encara a Hispània, els vacceus van ocupar la ciutat de Clúnia i Metel no els va poder fer front. Una mica després va retornar a Roma on segurament va morir l'any 54 aC. Per testament va deixar hereu a Carrines (probablement el cònsol del 43 aC). Valeri Màxim indica que va passar per damunt dels drets d'herència d'altres Metels i dels Publis Clodis, dels que era parent.
Metel no va seguir els principis polítics de la seva família. No va donar suport als aristòcrates, com el seu germà, ni tampoc va ser un dirigent dels populars. De fet, era poca cosa més que un servent de Pompeu i sembla que segons les seves ordres, en alguns moments es va oposar a Ciceró i en altres el va recolzar.